# Eugenio II di Ligne
Eugenio II de Ligne, XI principe di Ligne (Breuilpont, 10 agosto 1893 – Belœil, 26 giugno 1960), è stato un principe belga Ricoprì il titolo di Principe di Épinoy e Principe di Amblise e fu cavaliere del Toson d'Oro.

## Biografia

### Infanzia ed educazione
Nacque il 10 agosto 1893 a Breuilpont, era il figlio maggiore di Ernesto, X principe di Ligne e Diane de Cossé-Brissac.
Dopo aver condotto studi di filosofia e lettere, si laureò nel 1920.

### Seconda guerra mondiale

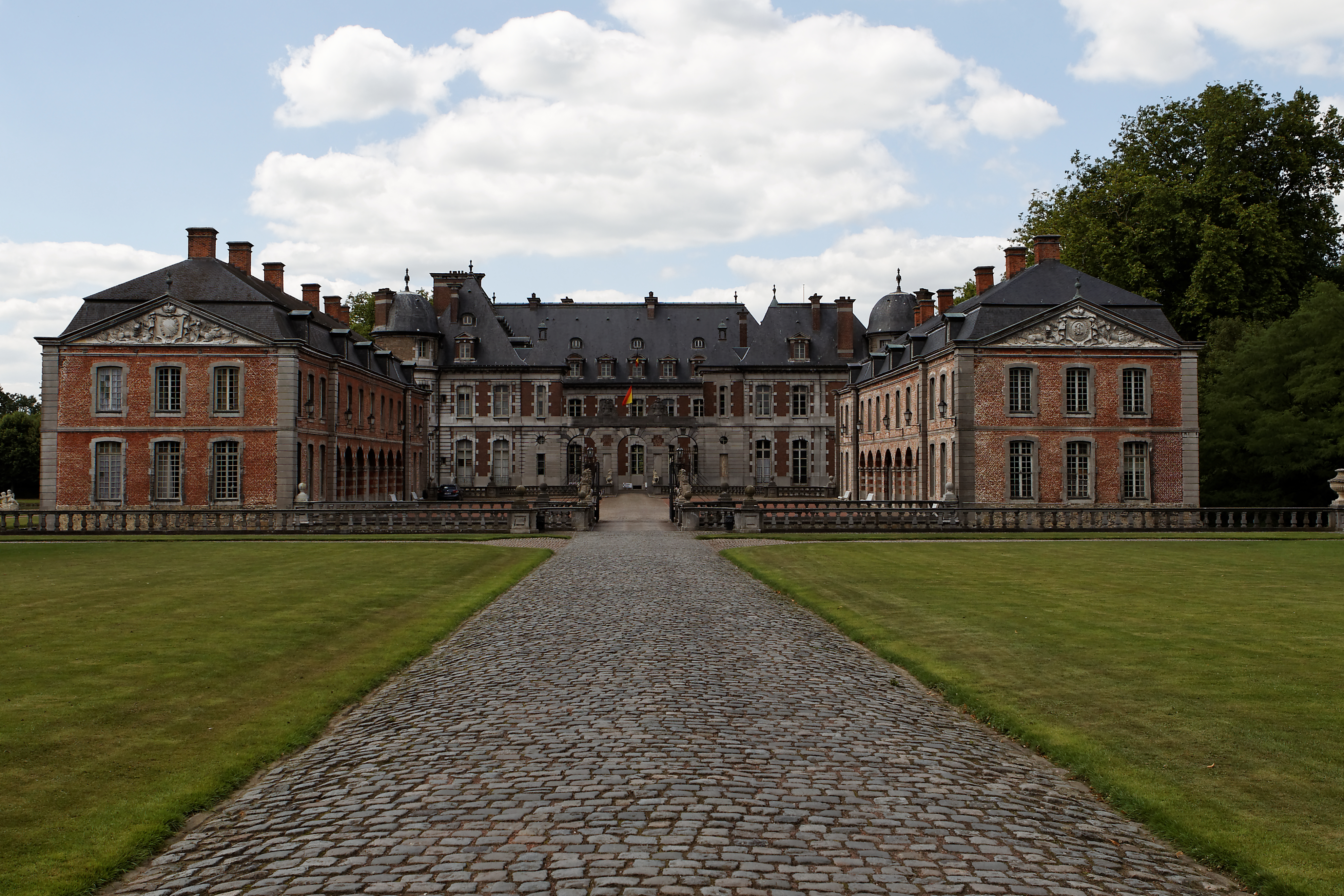
Castello di Belœil

Lavorò a Bucarest, Parigi, Madrid, Londra e Washington. Dopo la morte del padre nel 1937, diventò l'XI Principe di Ligne. Durante l'invasione del Belgio da parte della Germania nel 1940, il principe Eugenio prese servizio e si unì, nei pressi di Anversa, al gruppo motorizzato di cui divenne capo.
Con la moglie, trasformò il Castello di Belœil in casa per i bambini ebrei.

### Ultimi anni e morte
Dopo la Seconda Guerra Mondiale, venne nominato ambasciatore del Belgio in India (dal 1947 al 1951) e in Spagna (dal 1951 al 1958).
Morì il 26 giugno 1960 al Castello di Belœil.

## Discendenza
Dal matrimonio tra Eugenio e Filippina de Noailles nacquero quattro figli:
- il principe Baldovino de Ligne (1918-1985), sposato senza figli;
- la principessa Isabella (1921-2000), che sposò il marchese Carlos de Saavedra y Ozores (1912-2004);
- la principessa Yolanda, che sposò l'arciduca Carlo Ludovico d'Asburgo-Lorena (1918-2007);
- il principe Antonio, che sposò la principessa Alice di Lussemburgo (1929-2019).

## Ascendenza
|                                      |                                |                                              | Genitori                                              |  |  | Nonni |  |  | Bisnonni              |  |  | Trisnonni                                |  |
|                                      |                                |                                              |                                                       |  |  |       |  |  | 8. Eugenio I di Ligne |  |  | 16. Luigi Eugenio Maria Lamoral di Ligne |  |
|                                      |                                |                                              |                                                       |  |  |       |  |  | 8. Eugenio I di Ligne |  |  | 16. Luigi Eugenio Maria Lamoral di Ligne |  |
|                                      |                                | 17. Giuseppa Luisa van der Noot de Duras     |                                                       |  |  |       |  |  | 8. Eugenio I di Ligne |  |  |                                          |  |
| 4. Enrico di Ligne                   |                                |                                              |                                                       |  |  |       |  |  | 8. Eugenio I di Ligne |  |  |                                          |  |
|                                      |                                | 9. Melania di Conflans d'Armentières         | 18. Carlo Luigi Gabriele de Conflans d'Armentières    |  |  |       |  |  |                       |  |  |                                          |  |
|                                      |                                | 9. Melania di Conflans d'Armentières         | 18. Carlo Luigi Gabriele de Conflans d'Armentières    |  |  |       |  |  |                       |  |  |                                          |  |
|                                      |                                | 9. Melania di Conflans d'Armentières         | 19. Amelia di Croÿ d'Havré                            |  |  |       |  |  |                       |  |  |                                          |  |
| 2. Ernesto di Ligne                  |                                | 9. Melania di Conflans d'Armentières         |                                                       |  |  |       |  |  |                       |  |  |                                          |  |
|                                      |                                | 10. Ernesto di Talleyrand-Périgord           | 20. Augusto Luigi di Talleyrand                       |  |  |       |  |  |                       |  |  |                                          |  |
|                                      |                                | 10. Ernesto di Talleyrand-Périgord           | 20. Augusto Luigi di Talleyrand                       |  |  |       |  |  |                       |  |  |                                          |  |
|                                      |                                | 10. Ernesto di Talleyrand-Périgord           | 21. Carolina Giovanna d'Argy                          |  |  |       |  |  |                       |  |  |                                          |  |
| 5. Margherita di Talleyrand-Périgord |                                | 10. Ernesto di Talleyrand-Périgord           |                                                       |  |  |       |  |  |                       |  |  |                                          |  |
|                                      |                                | 11. Maria Luisa Le Peletier de Mortefontaine | 22. Leone Le Peletier de Mortefontaine                |  |  |       |  |  |                       |  |  |                                          |  |
|                                      |                                | 11. Maria Luisa Le Peletier de Mortefontaine | 22. Leone Le Peletier de Mortefontaine                |  |  |       |  |  |                       |  |  |                                          |  |
|                                      |                                | 11. Maria Luisa Le Peletier de Mortefontaine | 23. Susanna Le Peletier de Mortefontaine              |  |  |       |  |  |                       |  |  |                                          |  |
| 1. Eugenio II di Ligne               |                                | 11. Maria Luisa Le Peletier de Mortefontaine |                                                       |  |  |       |  |  |                       |  |  |                                          |  |
|                                      | 12. Timoleone di Cossé-Brissac | 24. Agostino Timoleone di Cossé-Brissac      |                                                       |  |  |       |  |  |                       |  |  |                                          |  |
|                                      | 12. Timoleone di Cossé-Brissac | 24. Agostino Timoleone di Cossé-Brissac      |                                                       |  |  |       |  |  |                       |  |  |                                          |  |
|                                      | 12. Timoleone di Cossé-Brissac | 25. Elisabetta Luisa di Malide               |                                                       |  |  |       |  |  |                       |  |  |                                          |  |
| 6. Rolando di Cossé-Brissac          | 12. Timoleone di Cossé-Brissac |                                              |                                                       |  |  |       |  |  |                       |  |  |                                          |  |
|                                      |                                | 13. Margherita Le Lièvre de La Grange        | 26. Augusto Francesco Giuseppe Le Lièvre de La Grange |  |  |       |  |  |                       |  |  |                                          |  |
|                                      |                                | 13. Margherita Le Lièvre de La Grange        | 26. Augusto Francesco Giuseppe Le Lièvre de La Grange |  |  |       |  |  |                       |  |  |                                          |  |
|                                      |                                | 13. Margherita Le Lièvre de La Grange        | 27. Natalia Irene di Beauvau-Craon                    |  |  |       |  |  |                       |  |  |                                          |  |
| 3. Diana di Cossé-Brissac            |                                | 13. Margherita Le Lièvre de La Grange        |                                                       |  |  |       |  |  |                       |  |  |                                          |  |
|                                      |                                | 14. Costantino Andrea Say                    | 28. Luigi Say                                         |  |  |       |  |  |                       |  |  |                                          |  |
|                                      |                                | 14. Costantino Andrea Say                    | 28. Luigi Say                                         |  |  |       |  |  |                       |  |  |                                          |  |
|                                      |                                | 14. Costantino Andrea Say                    | 29. Giovanna Costanza Maressal                        |  |  |       |  |  |                       |  |  |                                          |  |
| 7. Giovanna Maria Say                |                                | 14. Costantino Andrea Say                    |                                                       |  |  |       |  |  |                       |  |  |                                          |  |
|                                      |                                | 15. Giovanna Maria Emilia Wey                | 30. Giuliano Wey                                      |  |  |       |  |  |                       |  |  |                                          |  |
|                                      |                                | 15. Giovanna Maria Emilia Wey                | 30. Giuliano Wey                                      |  |  |       |  |  |                       |  |  |                                          |  |
|                                      |                                | 15. Giovanna Maria Emilia Wey                | 31. Eugenia Francesca Elisabetta Glady                |  |  |       |  |  |                       |  |  |                                          |  |
|                                      |                                | 15. Giovanna Maria Emilia Wey                |                                                       |  |  |       |  |  |                       |  |  |                                          |  |